# Berger basque
 (avril 2025).
Si vous disposez d'ouvrages ou d'articles de référence ou si vous connaissez des sites web de qualité traitant du thème abordé ici, merci de compléter l'article en donnant les références utiles à sa vérifiabilité et en les liant à la section « Notes et références ».
Le Berger basque (en basque : Euskal artzain txakurra) est une race de chien originaire du Pays basque. Il est utilisé comme chien de berger et de garde du bétail.

## Description
Son poids varie de 17 à 36 kg selon le sexe tout comme sa hauteur moyenne comprise entre 46 et 61 cm. Sa durée de vie est de 13-14 ans environ.
Il existe deux variétés, le Gorbeiakoa et le Iletsua.
La race fut officiellement reconnue par la société Royal Canin en Espagne le 1er juin 1995. Son nom officiel est Euskal Artzain Txakurra ce qui signifie en basque Chien de Berger Basque. Ce dernier a une robe fauve, rougeâtre avec quelques légères zones plus claires et il n’est pas à confondre avec le berger des Pyrénées qui lui a des couleurs beige et marron.
Le Berger basque se retrouve plusieurs fois dans la mythologie basque et plus tard il a été reconnu dans diverses fresques picturales du XVIe siècle témoin d’une popularité qui a dépassé les milieux ruraux pour s’élever vers les plus hautes sphères de la Cour du temps. Depuis le XVIIIe siècle ils sont peints ou dessinés dans les toiles de Paret y Alcaszar, Doré, Guiard, Arrue…

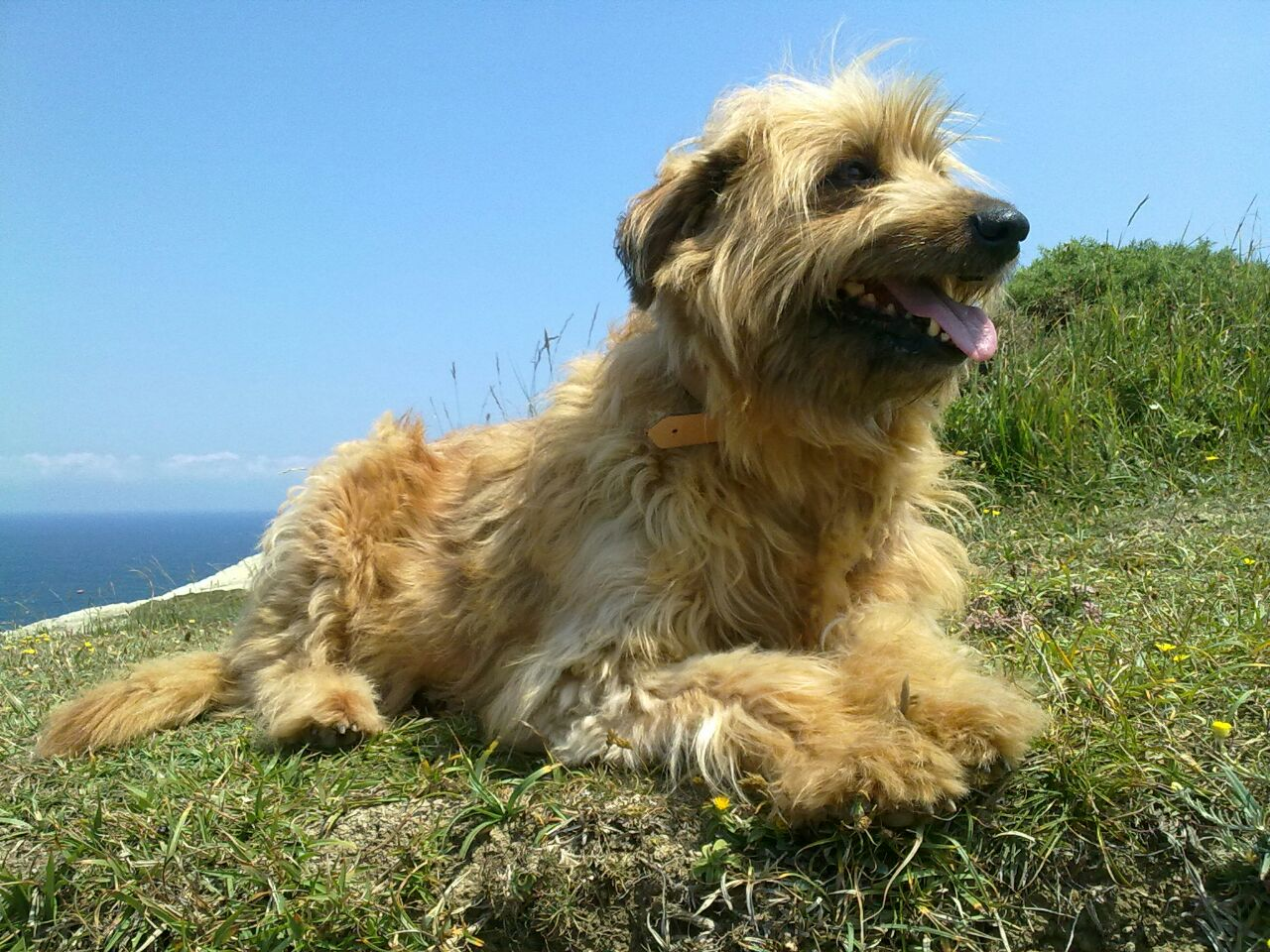
Berger basque Iletsua.

De la fin du XIXe siècle aux premières décennies du XXe siècle, une période de régression s’est installée pour cette race, en particulier en Guipuzcoa et en Navarre en raison de fortes attaques de loups sur les troupeaux gardés par les bergers basques. Pour essayer d’endiguer ces attaques les bergers se sont alors mis à utiliser des chiens purs de garde de troupeau comme le Patou des Pyrénées ce qui a fonctionné. Le nombre de bergers basques a donc diminué du fait de ce remplacement.
En Alava et en Biscaye,  cependant, cette diminution n’était pas aussi prononcée et ils alternaient le travail de pâturage avec celui de garde et d’avertissement dans les hameaux lorsqu’il n’étaient pas avec les troupeaux. C’est cette double utilisation qui a été une des clés pour que la race ne s’éteigne pas.
Plus tard, les concours de chien de berger (le premier ayant eu lieu en France en 1985) ont mis à l’honneur le berger Basque autant par ses qualités à diriger un troupeau que par sa couleur vive atypique car dans ces concours la race la plus représentée était le border collie, un chien aux couleurs plus sombres et communes.
Un plan a été lancé via une bourse et un projet de recherche pour étudier les bergers Basques avec une méthodologie ethnologique, biochimique, génétique et de reproduction en 1991. Après un examen approfondi de plus de 3000 spécimens dans tout le Pays Basque, la reconnaissance en Espagne du berger Basque sous l’appellation Euskal Artzain Txakurra fut officialisée.
Comme nous l’avons dit plus haut, il existe deux variétés de berger Basque :le Gorbeia et le Iletsua qui, même s’ils font partie de la même race sont physiquement assez différents.

### Le Iletsua
- poils plus longs sur l’ensemble du corps ;
- couleur de la robe plus claire que le Gorbeia ;
- poitrine et tête plus large que le Gorbeia ;
- yeux marron foncé ou clair parfois ;
- poils ayant tendance à facilement devenir de longs dreadlocks si le chien vit en extérieur.

### Le Gorbeia

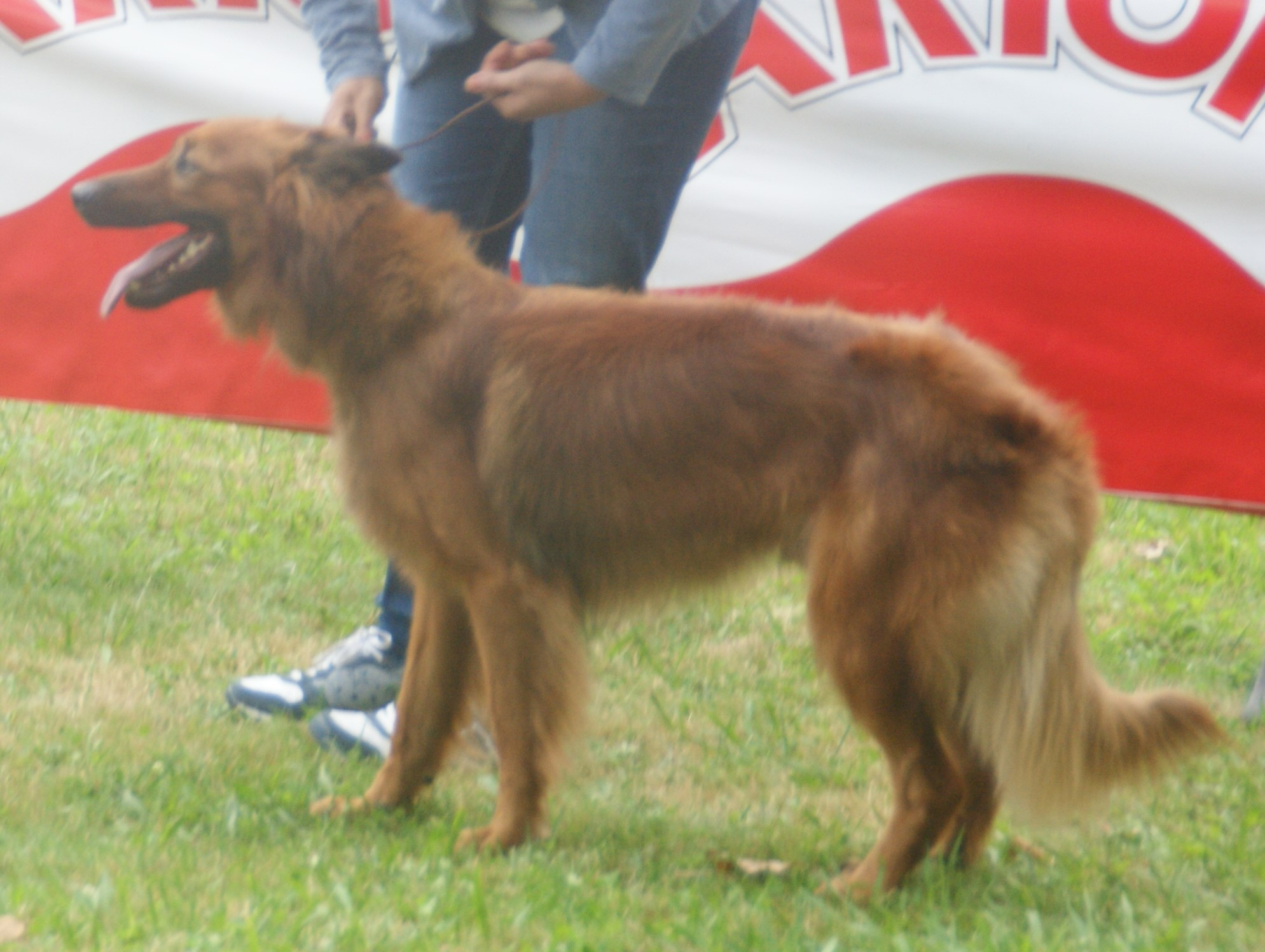
Berger basque Gorbeia.

- le mâle a une plus grande hauteur au garrot ;
- une tête plus allongée ;
- couleur de robe de couleur vive fauve, feu, rouge ;
- pelage lisse sans la tendance à devenir des dreadlocks comme l’Iletsua ;
- allure générale plus élancée que l’Iletsua ;
- yeux marron clair ou ambre.

### Caractère
Les deux variétés sont également très différentes.
En effet, le Gorbeia est un chien extrêmement social et affectif même envers les inconnus ce qui est assez étonnant pour un chien berger et est souvent considéré comme le chien famille dans les exploitations agricoles familiales. Son utilisation est le plus souvent comme chien de troupeau grâce à ses grandes qualités physiques et sa grande intelligence qui facilite son dressage. Il est la variété la plus utilisée lors des concours de chien de berger.
L’Iletsua est au contraire bien plus territorial mais entretient tout de même un lien très fort avec son maître. Il est souvent utilisé en tant que chien de gardiennage de par ses qualités territoriales et son aspect physique plus imposant.